# Herbert Arndt (Politiker)

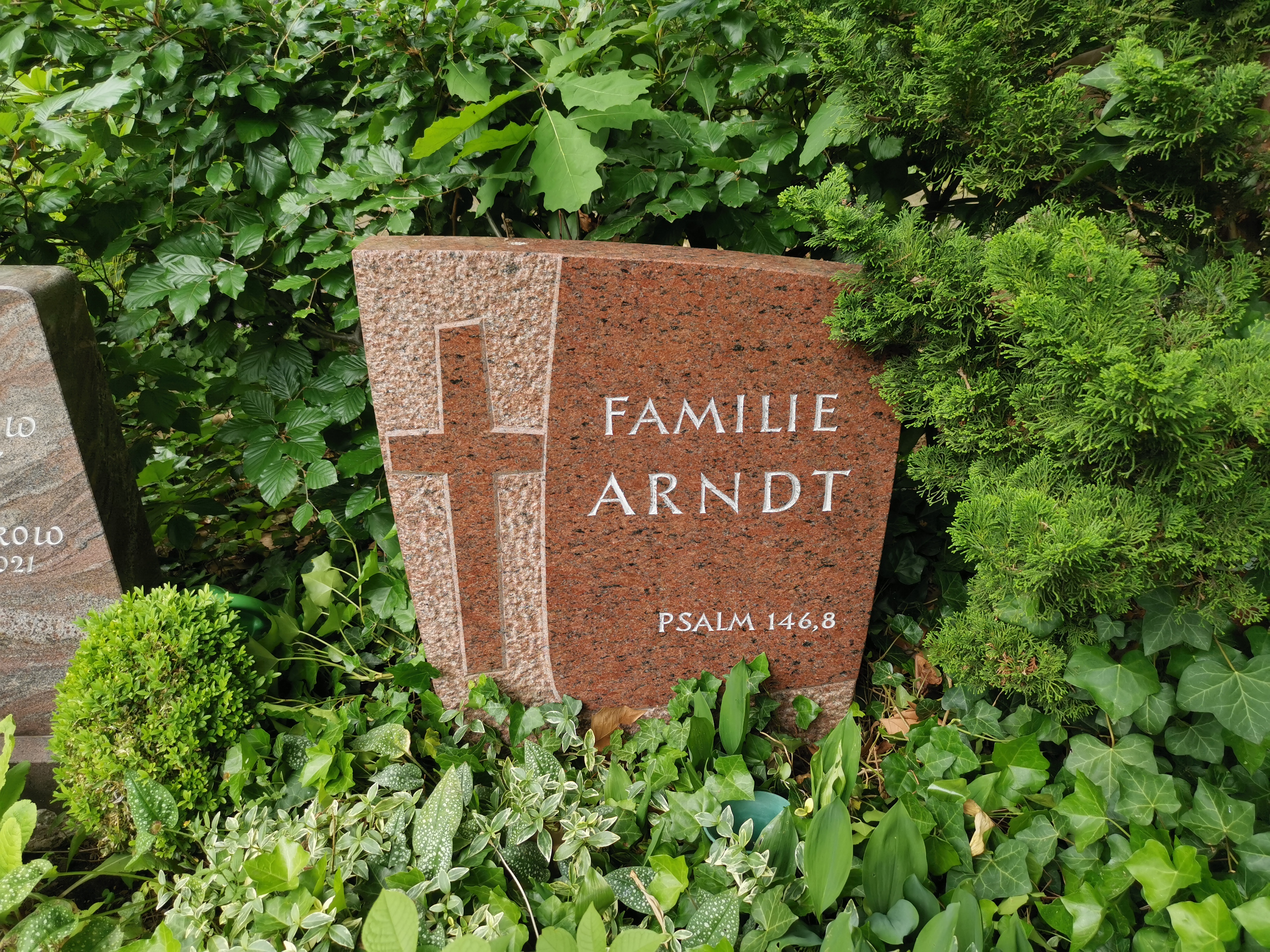
Grabstelle auf dem Städtischen Friedhof Berlin-Reinickendorf, Humboldtstraße

Herbert Arndt (* 16. Dezember 1906 in Berlin; † 18. März 1994 ebenda) war ein deutscher Politiker (SPD).
Herbert Arndt war ein Sohn eines Drehers und besuchte ein Gymnasium. Er machte eine Banklehre und wurde Effektenhändler an der Berliner Börse. 1927 trat er der SPD und dem Zentralverband der Angestellten bei. Arndt arbeitete ab 1931 als Bankkaufmann an der Reichshauptbank. 1939 wurde er von der Wehrmacht eingezogen und geriet anschließend in Kriegsgefangenschaft.
Nach dem Zweiten Weltkrieg arbeitete Arndt ab 1951 als Angestellter bei der Berliner Zentralbank und der Hauptverwaltung der Deutschen Bundesbank. Er wurde 1956 Vorsitzender des Personalrats bei der Landeszentralbank in Berlin. Bei der Berliner Wahl 1958 wurde Arndt in die Bezirksverordnetenversammlung im Bezirk Wedding gewählt. Bei der folgenden Wahl 1963 wurde er in das Abgeordnetenhaus von Berlin gewählt. Von 1964 bis 1970 war er der Vorsitzende der SPD Wedding und von 1972 bis 1977 der Vorsitzende der Arbeiterwohlfahrt (AWO) im Wedding. 1975 schied er aus Altersgründen aus dem Abgeordnetenhaus aus.
1979 wurde Arndt mit der Ernst-Reuter-Plakette geehrt.